# Vicomté de Ventadour
Pour les articles homonymes, voir Ventadour.
La vicomté de Ventadour était une ancienne principauté féodale correspondant à un territoire du Bas-Limousin (actuelle Corrèze) qui comprenait la région d'Ussel, de Meymac, de Neuvic  et d'Egletons. Elle correspond approximativement à l'arrondissement actuel d'Ussel et au pays de la Montagne limousine (plateau de Millevaches). Elle s'étendit parfois jusqu'à Gimel et à la région au nord de Tulle. 
Parmi les anciennes seigneuries relevant de cette vicomté, les plus importantes étaient au XIIe siècle celles d'Ussel, la première en importance, puis celles de Soudeilles et de Mirambel (commune de Saint-Rémy en Corrèze).

## Hommage
Aucun document ne conserve d'hommage rendu par les vicomtes jusqu'au XIIIe siècle. En 1247 le vicomte Ebles VI rend hommage au roi Louis IX. Le traité de Paris de 1259 prévoit le transfert d'hommage au roi d'Angleterre, duc d'Aquitaine. En 1260 le vicomte Ebles VII rend hommage au roi Henri III. À partir de 1295, le vicomte dénonce sa vassalité et rend hommage au roi de France. L'hommage de Ventadour reste prêté au roi de France jusqu'à la Révolution.

## Territoire
L'espace dominé par les vicomtes ne commence à constituer un véritable territoire qu'au cours du XIIIe par le renforcement de la domination vicomtale sur un réseau castral autour du château de Ventadour. Les limites précises de l'ensemble ne sont connues que par un dénombrement de 1501, qui fixe la limite orientale de la vicomté sur le cours de la Dordogne. Dans l'espace de la vicomté, au-delà de la châtellenie de Ventadour, les vicomtes ont comme point d'appui ce que l'on appela par la suite ses quatre « bonnes villes » d'Ussel, Meymac, Neuvic et Egletons, ainsi que les châteaux de Monceaux (tenu en fief de l'abbaye de Tulle), Margerides (tenu en fief de l'abbaye de Solignac) et Peyroux (tenu en fief de l'évêché de Limoges) Les vicomtes possèdent également des seigneuries en dehors des limites de la vicomté, comme la ville de Mauriac[Laquelle ?]. Le château de Gimel fait figure de frontière occidentale, il relève en partie de Ventadour et en partie de la vicomté de Turenne.

## Institutions
Les vicomtes de Ventadour possèdent au moins à partir du XIVe siècle une cour de justice avec un juge et un procureur. Cette cour devient une cour d'appel en 1350, au moment de l'érection de la vicomté en comté, mais il ne semble pas que cette cour d'appel fonctionne très longtemps. La création du duché de Ventadour en 1578 permet la transformation de cette cour en sénéchaussée ducale, qui relève directement du parlement de Bordeaux. La sénéchaussée ducale de Ventadour siège à Ussel depuis 1599, alors que le château de Ventadour, s'il reste un lieu symbolique de la domination territoriale et le lieu des archives, n'est plus ni le lieu de résidence des ducs, ni le siège de l'administration ducale.

## Liste des vicomtes de Ventadour

### Dynastie de Comborn
Le premier château fut fondé vers 1040 par Archambaud Ier (III à Comborn) de Comborn, vicomte de Comborn et de Ventadour.
- Ebles Ier (février 1059 ou 1086-1091 (dates où sa possession est reconnue) - mort en décembre 1095), fils d'Archambaud III de Comborn. Né vers 1035/1040.
- Archambaud II (1096- 1101 ou 1106) son fils, associé avec son frère, mais mort avant lui ? Il a pu régner jusqu'à la majorité de son frère Ebles II, donc jusqu'à 1118/ 1122.
- Ebles II le chanteur/ Cantor, co-vicomte au début (1101 ou 1106 -1149 ou 1150, date de sa mort au Mont Cassin (ou en 1155).  Né vers 1083/1086 ou 1100.
- Ebles III (Eblon, le troubadour) son fils  (1150- 1169 ou 1170, date de sa mort). C'est lui qui exila le troubadour Bernard de Ventadour.
- Ebles IV (Archambaud III) (1170- 1184 ou 1201 ou 1214) son fils.
- Ebles V le vertueux ou le prudent (1201- 1221 ou après 1237) son fils. Il fut l'époux de la célèbre trobairitz (femme troubadour) Marie de Ventadour et se retira à Grandmont.
- Raymond (Hélie Ier) (1221-1241) son fils. Régence possible de Marie de Ventadour (dans ce cas de 1201- jusqu'à 1222).
- Ebles VI (1241- 1260 ou 1265) son frère.
- Ebles VII (Eblet ou Hélie II) (1265- 1304) son fils.
- Ebles VIII (Hélie III) (1304- 1329) son fils.
- Bernard Ier (1329-1389) premier comte en 1350. Geoffroy Tête Noire, fameux capitaine de 	routiers occupe le château en 1379
- Robert (1389-1407).
- Jacques (1407-1424).
- Charles Ier (1424-1486).
- Louis Ier (1486-1500). Sa fille Blanche épouse en 1492, Louis II de Lévis, baron de La Voute.

### Dynastie de Lévis
- Gilbert Ier (1500-1529), Duc de Ventadour en 1578.
- Gilbert II (1529-1547).
- Gilbert III (1547-1591) gouverneur du Limousin. Ventadour érigé en duché-pairie en 1589.
- Anne (1591-1622) gouverneur et sénéchal du Limousin.
- Henri (1622-1629) se retire dans les ordres, prieur à Notre Dame de Paris.
- Charles II (1629-1649) gouverneur du Limousin.
- Louis-Charles (1649-1717).

### Dynastie de Rohan-Soubise
- Louis-François-Jules de Rohan, prince de Soubise (1717-1724).
- Charles III de Rohan, duc de Rohan-Rohan et prince de Soubise (1724-1787).

### Branche de Donzenac
- Ebles (VIII ou IX ou Hélie) seigneur de Donzenac, Boussac et Ussel vers 1314 par une partition de la vicomté. Fils d'Ebles VII. Mort après 1320. Il épouse Galienne de Malemort.
- Géraud Ier, son fils.
- Géraud II son fils (1350-?) vend ses terres peu avant 1389.
- Catherine de Ventadour épouse Odet de Lomagne.

### Barons et Comtes de Charlus
- Jean de Lévis mort en 1519 (      -1519).
- Charles Ier (1519-      ).
- Claude
- Jean-Louis II Comte de Charlus, mort assassiné en 1611 (    - 1611).
- Charles II, mort en 1662 (1611-1662).
- Roger (1662-     ).
- Charles-Antoine, mort en 1719 (      -1719).
- Charles-Eugène, mort en 1734 (1719-1734).
- Charles III associé, mort en 1724 (1719-1724).

Sur le territoire de la vicomté on trouvait par ordre d'ancienneté, les  abbayes  de Saint Angel et de Meymac (bénédictins), l'Abbaye de Bonnesaigne (près de Combressol, pour des bénédictines) et l'Abbaye de Bonnaigue (près d'Ussel, cistercienne) ainsi que de nombreux prieurés.

## Comté puis duché-pairie

Armes des Ventadour : échiqueté d'or et de gueules.

La vicomté de Ventadour s'est formée seulement vers 1040, par un partage de la vicomté de Comborn, au profit d'Ebles Ier, fils d'Archambaud II (ou III) de Comborn. La nouvelle vicomté de Ventadour correspondait à la moitié orientale de la vicomté de Comborn.
Bernard II (1329-1389) fut créé 1er comte de Ventadour en 1350.
Ventadour fut érigé en duché-pairie en 1589 au profit de Gilbert III de Lévis (1547-1591), gouverneur du Limousin.
En 1895 la famille de Lévis a racheté les ruines du château de Ventadour détruit à la Révolution, qu'elle a ensuite donné à l'État en 1985.
Les ruines du château se dressent encore à Ventadour, comme à Comborn, à Turenne, aux tours de Merle, et témoignent de la puissance de leurs possesseurs et de l'âpreté des guerres féodales. On peut également citer les châteaux de Ségur-le-Château, Pompadour, Gimel, Malemort-sur-Corrèze.